# Joseph Comiti
Pour les articles homonymes, voir Comiti.
Joseph Comiti est un chirurgien et homme politique français né le 4 juin 1920 à Sotta (aujourd'hui en Corse-du-Sud), mort le 10 novembre 2000 à Bastia (Haute-Corse). Longtemps député gaulliste des Bouches-du-Rhône, il fut de juillet 1968 à avril 1973 puis de nouveau au cours de 1974 secrétaire d'État chargé de la Jeunesse et des Sports sous les présidences de Charles de Gaulle puis de Georges Pompidou et plus brièvement ministre des Relations avec le Parlement entre avril 1973 et février 1974.

## Biographie
Chirurgien gastro-entérologue, il est professeur agrégé à la faculté de médecine et exerce à l'hôpital de la Timone à Marseille.
Il est député UDR puis RPR des Bouches-du-Rhône de 1968 à 1981.
Il fut Secrétaire d'État auprès du Premier Ministre, chargé de la Jeunesse et des Sports de 1968 à 1973, successivement dans le gouvernement Maurice Couve de Murville (10 juillet 1968-20 juin 1969), sous la présidence de Charles de Gaulle, puis dans le gouvernement Jacques Chaban-Delmas (20 juin 1969-5 juillet 1972), puis dans le Premier gouvernement Pierre Messmer (5 juillet 1972-28 mars 1973) et le Troisième gouvernement Pierre Messmer (27 février 1974-27 mai 1974) sous la présidence de Georges Pompidou. Dans ces deux derniers gouvernements, son périmètre fut élargi aux Loisirs, l'intitulé de sa fonction devenant Secrétaire d'État auprès du Premier Ministre, chargé de la Jeunesse, des Sports et des Loisirs.
C'est sous son secrétariat d'État que sera lancée l'opération « Mille piscines » et la construction du Parc des Princes à Paris.
Joseph Comiti fut plus brièvement ministre des Relations avec le Parlement d'avril 1973 à février 1974 dans le Second gouvernement Pierre Messmer.
Il fut également conseiller régional de Provence-Alpes-Côte d'Azur dont il assura la présidence de la Commission des finances jusqu'en 1998.